# Zdzisław Kołosiewicz
Zdzisław Kołosiewicz (ur. 31 lipca 1925 roku w Suwałkach, zm. 22 listopada 2006 roku) – były polski działacz sportowy. 
Przyjechał do Gorzowa Wielkopolskiego w 1950 roku z nakazem pracy i został zatrudniony w Zakładach Mechanicznych „Gorzów”. W 1954 roku został przewodniczącym Koła Sportowego.
W latach 1954–1964 był prezesem Stali. To za jego czasów żużlowcy gorzowskiego klubu przystąpili do centralnych rozgrywek, a następnie awansowali do najwyższej klasy rozgrywkowej.